# Daniel Chanis
Daniel Chanis, né le 20 novembre 1892 à Panama et mort le 22 janvier 1961 dans la même ville, est un homme politique panaméen. Il est président du Panama du 28 juillet au 20 novembre 1949.